# Douglas Lindelöw

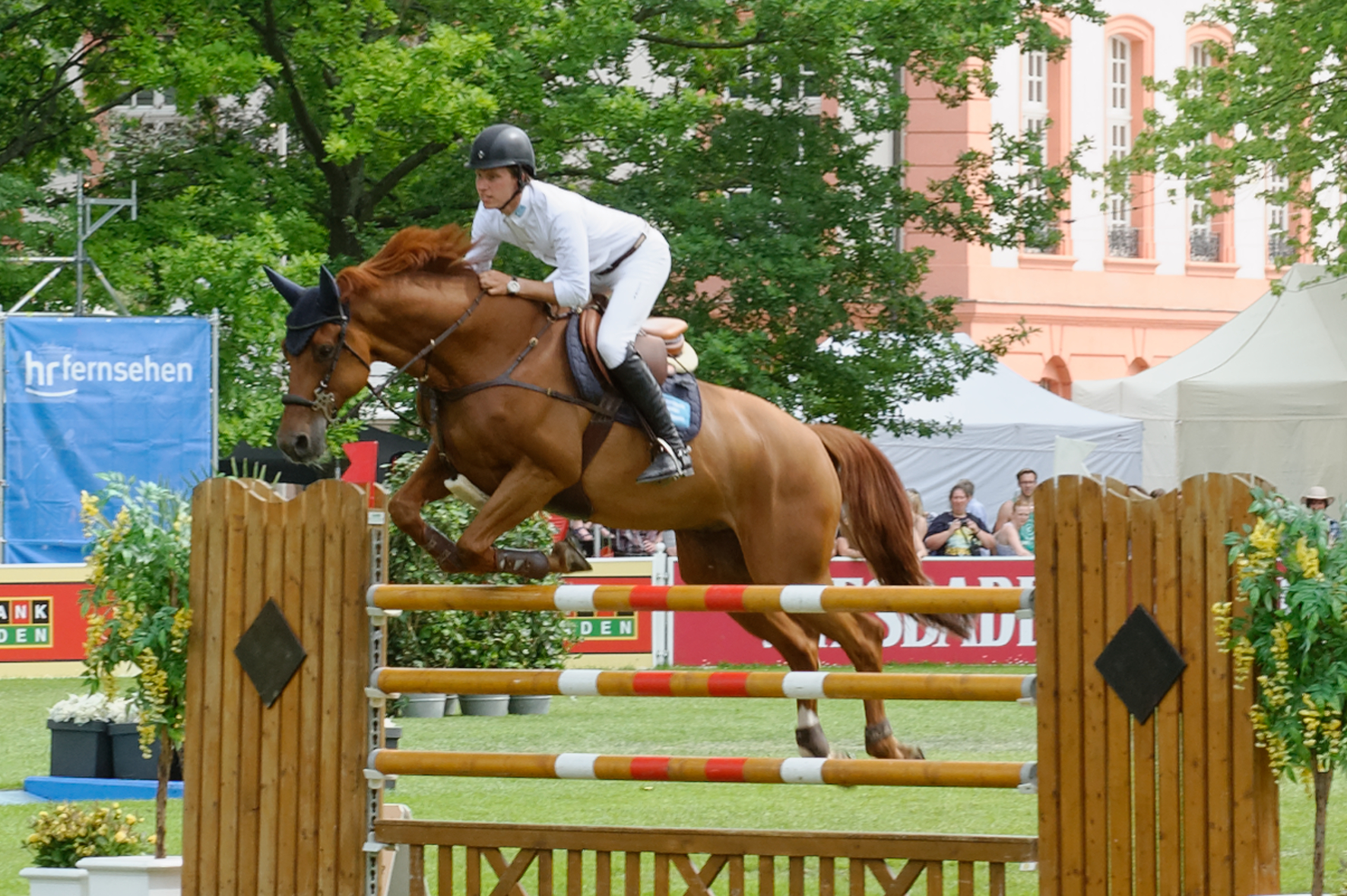
2014 beim Internationalen Pfingstturnier Wiesbaden

Douglas Lindelöw (* 10. Dezember 1990) ist ein schwedischer Springreiter.

## Werdegang
Das Jahr 2010 verlief hoch erfolgreich für Douglas Lindelöw: Im März gewann er mit Caliando die Schwedischen Hallen-Meisterschaften der Springreiter und wurde im August später mit Talina Zweiter bei den Schwedischen Meisterschaften. Im selben Jahr wurde Einzel-Europameister der Jungen Reiter und gewann hier mit der Mannschaft zudem die Silbermedaille. Zudem gewann er im Oktober bei der Baltic Horse Show auf Talina den Großen Preis von Schleswig-Holstein.
Bei der Westfalen Weser Challenge gewann er Anfang September 2011 die mit 23.000 Euro dotierte internationale Zeitspringprüfung unter Flutlicht. Im Jahr 2012 gewann er den Großen Preis von Drachten (CSI 2*) mit Talina und im dänischen Herlufmagle den Großen Preis eines CSI 2*-Turniers mit Casello.
Mit Udermus war Douglas Lindelöw 2013 zwei Mal Teil einer schwedischen Nationenpreismannschaft, in Drammen (Platz drei) und in Kopenhagen (fünfter Rang). Im Jahr 2014 war er mit Casello zwei Mal für Schweden in Nationenpreisen an den Start: in Falsterbo kam er mit auf den zweiten Platz und in St. Gallen auf Rang drei.

## Privates
Er stammt aus einer Reiterfamilie: Sein Vater Lennart Lindelöw ritt in den 80er Jahren Weltcupspringen, seine Mutter Agnetha Lindelöw ist eine ehemalige schwedische Nationenpreisreiterin.

## Pferde
- Talina (* 2000), braune KWPN-Stute, Vater: Matterhorn, Muttervater: Heidelberg[8]
- Zacramento (* 2005), brauner Schwedischer Wallach, Vater: Cardento, Muttervater: Cortus, bis März 2016 von Tom Krog geritten[9]

ehemalige Turnierpferde:
- Balahe (* 2002), Schwedische Fuchsstute, Vater: Baloubet du Rouet, Muttervater: Flamingo, seit Ende 2014 von Irma Karlsson geritten[10]
- Casello (* 2003), Holsteiner Fuchswallach, Vater: Casall, Muttervater: Carolus, seit Anfang 2016 von Ludger Beerbaum geritten[11]
- Caliando (* 1999), brauner Schwedischer Wallach, Vater: Calino 932, Muttervater: Anart 583, zuletzt 2013 im internationalen Sport eingesetzt[12]